# Juan Gómez de Mora
Juan Gómez de Mora est un architecte espagnol né à Cuenca en 1586, et mort à Madrid en 1648.
Il est le fils de Juan Gómez et de Francisca de Mora, sœur de l'architecte Francisco de Mora. Il a été en relation avec la Cour depuis sa naissance car son père Juan Gómez, peintre originaire de Cuenca s'est établi à Madrid en 1592, puis a été nommé un an plus tard peintre de la chambre du roi Philippe II.
C'est le premier architecte espagnol à quitter l'austérité de l'architecture herrerienne pour l'amener vers l'architecture baroque.

## Biographie
Après la mort de son oncle, en 1610, à l'âge de 24 ans, il est maître d'œuvre principal de l'Alcázar royal de Madrid où il a édifié une façade monumentale et modifié la place qui lui fait face, ainsi que maître des œuvres royales de Philippe III en 1611 .
Parmi ses œuvres les plus célèbres il y a la Plaza Mayor qu'il a réalisé suivant un plan rectangulaire et avec des arcades, l'actuel Palacio de Santa Cruz, l'hôtel de ville de Madrid (Casa de la Villa de Madrid), un des locaux de la municipalité de Madrid. Il a aussi réalisé le retable du maître-autel de la basilique du monastère de Guadalupe à Cáceres, les plans de la Clerecía du collège royal de la Compagnie de Jésus de Salamanque. Par ailleurs, il a fait les plans de l'hôpital de l'Incarnation (Hospital de la Encarnación) à Zamora, actuel siège du gouvernement provincial.
Philippe III a demandé à son architecte, Juan Gómez de Mora, de faire les plans pour une nouvelle montée à la cathédrale de Mexico qu'il a transmis au vice-roi.

## Œuvres

### À Madrid
- Église du couvent de l'Incarnation (1611-1616).
- Plaza Mayor et son environnement, comme les maisons de la Cava de San Miguel (es) (1617–1619) ou la Casa de la Panadería (es) (1617–1619) ;
- Projet de la Cerca de Felipe IV (es), qui délimitait Madrid ;
- Hôtel de ville (es), jusqu'en 1644 ;
- Église du Sacrement
- Projet de la Sala de Alcaldes de Casa y Corte (es) ;
- Projet pour la Prison de la Cour (Cárcel de Corte), devenu le Palais de Santa Cruz et l'actuel Ministère des Affaires étrangères ;
- Monastère des Agustines Descalzas de Santa Isabel (es), en collaboration avec Jerónimo Lázaro Goiti (1639–1648) ;
- Nuestra Señora del Loreto, en collaboration con Jerónimo Lázaro Goiti (1641–1648) ;
- Projet de pont de Tolède (es) ;
- Modification du chœur du monastère de las Descalzas Reales ;
- Modification du Colegio de los Ingleses, sur une parcelle où se trouve l'actuelle église de San Ignacio de Loyola.
- Palacio de los Consejos (es)

### À Getafe
- Cathédrale de Getafe

### À Alcalá de Henares
- Patio de Santo Tomás de Villanueva
- Couvent cistercien d'Alcalá de Henares (Las Bernardas)

### À Zamora
- Hôpital de l'Incarnation (es) (Hospital de la Encarnación), siège principale du gouvernement de la province de Zamora.

### À Salamanque
- La Clerecía (es)